# 330 f.Kr.

## Händelser

### Efter plats

#### Makedoniska riket
- 20 januari – Alexander den store besegrar perserna, ledda av satrapen Ariobarzanes, vid de Persiska portarna. Under detta slag lyckas Ariobarzanes med endast 700 persiska odödliga vid sin sida, hålla den gigantiska makedoniska armén på 17 000 man stången i 30 dagar. I slutänden blir hans trupper omringade av Alexanders trupper, eftersom en persisk fåraherde leder den runt det persiska försvaret. Istället för att kapitulera kämpar Ariobarzanes och hans 700 odödliga dock till sista man. Vissa historiker anser honom vara Persiens Leonidas.
- 30 januari – Efter att ha erövrat Perserpasset intågar Alexander i den persiska huvudstaden Persepolis. Där bränner han ceremoniellt ner Xerxes I:s tempel, som en symbol över att det panhelleniska hämndkriget är slut.
- Innan han fortsätter jakten på Dareios III, som har retirerat in i Baktrien, samlar Alexander alla persiska skatter och överlämnar dem i Harpalos händer. Denne skall förvara dem i Ekbatana som högste skattmästare. Parmenion lämnas också i Medien för att sköta kommunikationerna mellan Alexander och resten av hans snabbt växande land.
- Alexander utnämner Atropates till satrap över Medien medan Mithrenes blir satrap över Armenien.
- Efter att ha korsat Elburzbergen till Kaspiska havet intar Alexander Zadrakarta i Hyrkanien och får därvid ett antal persiska satrapers och adelsmäns underkastelse. Några av dem låter han kvarstå i sina tjänster. Därefter beger han sig västerut och besegrar marderna, ett bergsfolk i Elburzbergen. Dessutom mottar han Daraios grekiska legosoldaters kapitulation.
- I Arien besegrar Alexanders armé satrapen Satibarzanes, som till en början erbjuder sig underkastelse, bara för att sedan göra uppror. Alexander grundar sedan staden Alexandria (nuvarande Herat) där.
- I Frada, i Drangiana, blir Filotas (son till Parmenion och befälhavare över en makedonisk elitkavalleristyrka) anklagad för att ha deltagit i förberedelser för en komplott mot Alexander, varför han döms av armén och avrättas. Ett hemligt meddelande skickas från Alexander till Kleander, Parmenions andrebefälhavare, som lydigt dödar Parmenion i Ekbatana i Medien, av rädsla för att denne skall göra uppror, när han får höra om sin sons död. Alla Parmenios närmaste män blir eliminerade, medan Alexanders blir befordrade.

#### Persiska riket
- 17 juli – Kung Dareios III blir avsatt och dödad av Baktriens satrap Bessos, som själv antar kungatiteln under namnet Artaxerxes IV.

#### Grekland
- Alexanders riksföreståndare i Makedonien, Antipater, sluter fred med thrakierna (med vilka han har varit i krig) och marscherar sedan söderut med en stor styrka på över 40.000 man. I det svårkämpade slaget vid Megalopolis i Arkadien vinner han en seger över den spartanske kungen Agis III och dennes grekiska legosoldater. Agis III dödas och det spartanska motståndet bryts.
- Aischines fortsätter att försöka hindra Demosthenes att få en gyllene krona, som erkännande för sina tjänster åt Aten. Saken, som har inletts sex år tidigare, slutar med att Aischines lider ett förkrossande nederlag, till största delen tack vare Demosthenes tal för Ktesifon ("Om kronan").
- Sedan Aischines har förlorat mot Demosthenes i rätten lämnar han Aten och beger sig till Rhodos, för att undervisa i retorik.

#### Romerska republiken
- De italienska städerna Fondi och Privernum inleder, ledda av Vitruvius Vaccus, ett misslyckat uppror mot Rom.

### Efter ämne

#### Konst
- Lysippos gör en bronsstaty vid namn Skraparen (Apoxyomenos) (omkring detta år). En romersk kopia av originalstatyn finns numera bevarad på Musei Vaticani i Rom.

## Avlidna
- 17 juli – Dareios III, kung av Persiska riket sedan 336 f.Kr. (mördad; född omkring 380 f.Kr.)
- Agis III, eurypontidisk kung av Sparta sedan 338 f.Kr. (stupad)
- Parmenion (eller Parmenio), makedonisk general (mördad) (född omkring 400 f.Kr.)
- Kidinnu, kaldeisk astronom och matematiker
- Theopompos från Kios, grekisk historiker och talare (född omkring 380 f.Kr.)